# Rhinichthys deaconi
Rhinichthys deaconi es una especie de peces de la familia de los Cyprinidae en el orden de los Cypriniformes.

## Hábitat
Es un pez de agua dulce y de clima subtropical.

## Distribución geográfica
Se encontraba en Norteamérica: Nevada (Estados Unidos ).